# Draco (песня)
«Draco»  — песня американского хип-хоп исполнителя и музыкального продюсера Фьючера (Future). Песня была выпущена 21 февраля 2017 года лейблами A1, Freebandz, Epic в качестве лид-сингла с 5-го альбома Фьючера Future. Композиция получила платиновый статус RIAA (США).

## История
Песня получила положительные отзывы музыкальных критиков и интернет-изданий:  Pitchfork.

## Чарты
| Чарт (2017)                           | Высшая позиция |
| ------------------------------------- | -------------- |
| Канада (Billboard Canadian Hot 100)   | 62             |
| США (Billboard Hot 100)               | 46             |
| США (Billboard Hot R&B/Hip-Hop Songs) | 17             |

## Сертификации
| Регион | Сертификация | Продажи   |
| --- | ------------ | --------- |
| США (RIAA) | Платиновый   | 1 000 000 |
| * Данные о продажах приведены только на основе сертификации. · ^ Данные о тиражах приведены только на основе сертификации. · Данные о продажах + прослушиваниях приведены только на основе сертификации. |              |           |